# Розріз зіньківських шарів (пам'ятка природи)
Ро́зріз зі́ньківських шарі́в — геологічна пам'ятка природи місцевого значення в Україні. Об'єкт природно-заповідного фонду Хмельницької області. 
Розташована в межах Зіньківської сільської громади Хмельницького району Хмельницької області, біля села Зіньків. 
Площа 2,5 га. Статус присвоєно згідно з рішенням облвиконкому від 4.09.1982 року № 278. Перебуває у віданні: Зіньківська сільська громада. 
Статус присвоєно для збереження виходів на денну поверхню аргілітів та алевролітів, які утворюють мальовничі стелі на правому березі річки Ушиця.